# 港澳地區

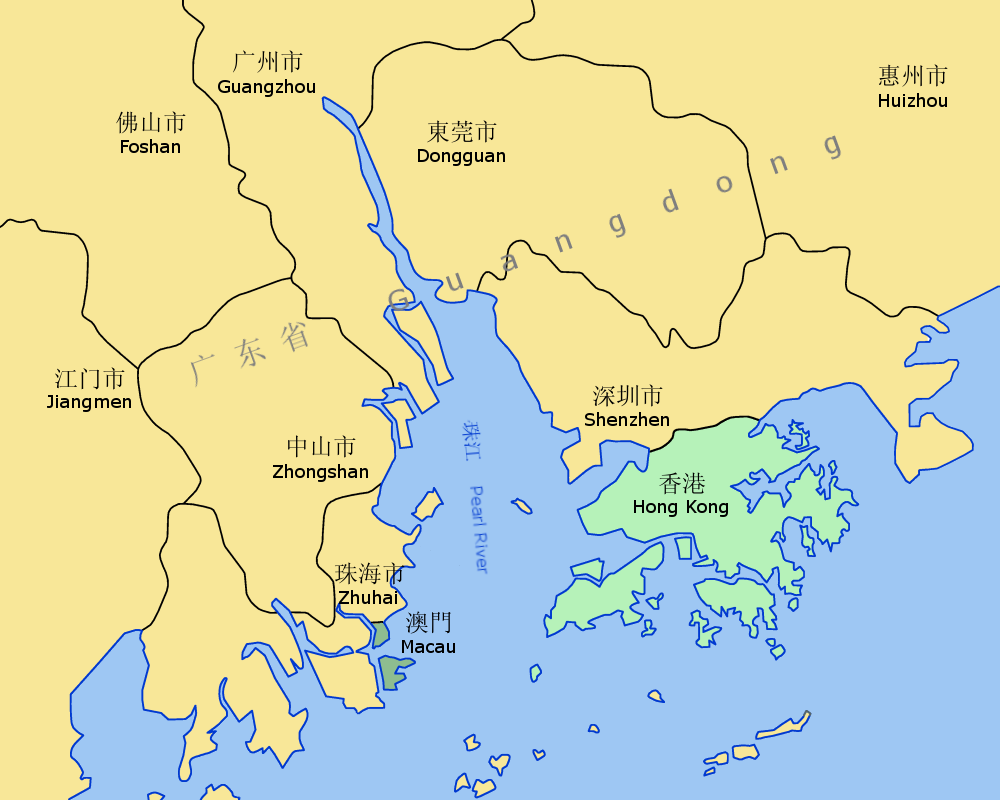
香港、澳門及珠江三角洲地理示意圖

貫通香港、澳門、珠海三城市的港珠澳大橋

港澳、或港澳地區，是對中华人民共和国兩個特别行政区——香港、澳門的合稱，同時也是中華民國及中華人民共和國的政府用語。兩地相距63公里，隔珠江口相望，均屬廣東傳統領域及嶺南文化區，使用粵語與繁體中文。兩地除了地理位置及歷史文化相近之外，還有曾長期為西方列強在中國的殖民地、施行市場經濟、均為西洋文化及中華文化交匯融合之地帶、現今均實施一国两制等共同背景，而在華語圈經常被相提並論。

## 概述
香港、澳門在地理上均屬中國廣東省的傳統領域，常與省會廣州合稱為「粵港澳」或「省港澳」。香港、澳門在近代以來分別成為大英帝國、葡萄牙帝國的屬地，至1980年代發表《中英聯合聲明》及《中葡聯合聲明》後，香港及澳門的主權先後於1997年7月1日及1999年12月20日移交中華人民共和國，並設為相當於省級的特別行政區。港澳兩地的主權移交，也象徵西方列強在中國的殖民地全部走入歷史。
港澳兩地雖然地理位置及歷史文化相近，香港的面積、人口、經濟規模均較澳門有比較性的差異，兩地制度、居民生活方式存有不同之處；而在英語等國際語言中，更少有「港澳」之類的合稱簡寫；香港與澳門社會則常使用「兩岸四地」一詞表示自己官方的代表性。香港與深圳市相接，澳門則與珠海市相接，港澳兩地之間沒有陸地相連，交通上以跨珠江口的港珠澳大橋連接。
港澳兩地在中華人民共和國統治下實行一國兩制，採行與中國特色社會主義不同的資本主義社會制度，並獨立執行司法管轄權、邊境管制等政治權力，使兩地一定程度上維持等同屬地的政治地位。中華人民共和國政府常將港澳兩地與其宣稱統治的臺灣地區合稱為「臺港澳地區」，相對於中國內地，三地居民在中華人民共和國法律中有特別地位。港澳地區人民在中華民國法律亦有特別地位，在部分場合亦會與中國大陸以「陸港澳」或「中港澳」並稱，作為對中華人民共和國實控領土的統稱。大多數外國駐港澳的官方機構業務範圍均會包括對方，如葡萄牙駐澳門領事館的管轄範圍包括香港。港澳兩地由於交流密切，而澳門文化受香港文化影響深遠，故文化差異不大，澳門粵語受香港粵語影響，接近香港口音，在澳門亦通用部份香港特色的詞彙，如建制派、泛民主派這些香港政治術語，亦影響澳門媒體跟隨使用。

## 香港

香港特別行政區區旗

香港位於南中國海沿岸，地處珠江口以東，全境由香港島、九龍、新界（包括264個島嶼）等3大部份組成，總面積共2,754.8平方公里。北面連接中國內地的深圳，西面與澳門隔海相望。西北面向珠海九洲。
香港是國際重要的金融、服務以及航運中心，並以廉潔政府、優良治安、自由的經濟體系和完備的法制而聞名於世。香港在全球金融中心指數排名一直名列前茅，僅次於倫敦和紐約。
香港由1994年至2019年一直連續被評為全球最自由經濟體系，在全球經濟自由度指數中排名第一。
香港同時為全球其中一個最安全、富裕、繁榮和高生活水平的城市，素有「東方之珠」和「美食天堂」以及「購物天堂」等美譽。
香港政府總部位於香港島中西區金鐘添馬添美道2號。行政、立法和司法機關除使用繁体中文外，還可使用英文和简体中文，英文和简体中文也是正式語文。法律制度為普通法，市花為洋紫荊。
香港總人口7,389,500人（2017年8月），男性平均壽命達84歲（世界最長壽），女性平均壽命亦達到90.4歲（世界最長壽）。居民以華人為主，佔總人口的91.6%，大部分華人除了本地原居民（圍頭、客家、蜑家、福佬）外，大多來自廣東省（以廣府民系居多），少部分華人來自福建省及江浙地區。其他族裔包括歐美裔、泰裔、印尼裔、菲律賓裔及南亞裔。
香港流通貨幣為港元，與美元掛鈎。香港本地生產總值為3070.65億美元（2009年IMF數據排名38位），人均生產總值為43,862美元（2009年IMF數據排名8位），外匯儲備擁2614億美元（2010年8月底）。

## 澳門

澳門特別行政區區旗

澳門位於南中國海沿岸，地處珠江口以西，全境由澳門半島、氹仔、路環、路氹城等4大部份所組成，總陸地面積33平方公里、海域面積85平方公里（2020年）。其中澳門半島北面與中國內地的珠海連接；而氹仔和路環本是兩個分離的離島，但經過填海工程後把兩島完全連接，其中的填海區域被稱為「路氹城」。
澳門博彩業非常發達，全境現有30多所娛樂場，賭場的總營業額已超越美國拉斯維加斯，成為世界第一賭城。從博彩事業合法化後，澳門便以「東方蒙特卡洛」之名廣為世界所知。賭業繁榮帶動人均生產總值不斷上升，自2013年起更已超越香港，晉升為兩岸四地最富饒的地區。
澳門政府總部位於澳門半島的南灣大馬路。行政、立法和司法機關除使用繁體中文外，還可使用葡文和簡體中文，葡文和簡體中文也是正式語文，而英文亦可通行。法律制度為大陸法法制，市花為毛稔，特區區花為蓮花。
澳門總人口648,300人（2017年6月），居民以華人為主，多屬原籍廣東省的廣府民系，亦有福建閩南民系及原籍中國其他地區的居民，佔總人口的94%。葡萄牙人（土生葡人土生葡人）則佔總人口的6%，其他為外籍人士。
澳門流通貨幣為澳門幣（MOP$；民間則俗稱「葡幣」），並與香港的港幣匯率掛鈎（HKD$1 : MOP$1.03）。港幣可在澳門流通，特別是澳門的買賣樓宇，及汽車等大額交易，均大部份以港幣為結算單位，尤其以澳門的賭場最為常見；大部份澳門的賭場以港幣為結算貨幣，但澳門政府部門則以澳門幣為結算單位。澳門本地生產總值為4,433億澳門幣（2014年度）（列第77位），人均生產總值為89,333美元（2014年度）(全球第4名)，外匯儲備擁1,562億澳門幣（2010年3月）。

## 港澳间交通
陸路：港珠澳大橋
海上：香港的上環港澳客輪碼頭、屯門碼頭、中港碼頭和澳門外港客運碼頭、氹仔客運碼頭
- 噴射飛航
- 金光飛航

航空：空中快線直升機

## 法律用法

### 中华人民共和国
中華人民共和國實控領土內實施「一国两制」的地方行政區只有香港與澳門，故中華人民共和國官方、媒體皆常使用「港澳地區」一詞來泛指這兩個特別行政區，如「港澳地區出入境政策」、「海峽兩岸暨港澳地區教育學術研討會」、「中國公民往來港澳地區申請審批表」等；而政府發予港澳居民來往兩地之證件稱為港澳居民來往內地通行證。

### 中華民國
中華民國政府常使用「港澳地區」與「大陸地區」等名詞，來將中華民國的實控領土（臺灣地區）與聲稱領土（中港澳）作出區別。港澳地區人民則被稱為香港居民、澳門居民，與中華民國國民（臺灣地區居民）或中國大陸居民均有別。相對於政府的立場及用詞，民間習慣直稱「香港人」、「澳門人」。
中華民國以《香港澳門關係條例》作為規範港澳地區相關事務的專法；涉及香港部份自1997年7月1日香港回歸起施行，而涉及澳門部份自1999年12月20日澳門回歸起施行。該條例第一條規定：「《臺灣地區與大陸地區人民關係條例》，除本條例有明文規定者外，不適用之。」該條例第二條香港、澳門之定義，就是原由英國治理之香港（香港島、九龍、新界及其附屬部分）以及原由葡萄牙治理之澳門（澳門半島、氹仔、路環、路氹城及其附屬部分），此因中華民國政府在法律上不承認中華人民共和國政府，所以該條例完全沒有「中華人民共和國」與「特別行政區」之字句，而是以間接方式指涉。
中華民國的郵政機構——中華郵政在處理遞送郵件時依照郵件往返區域分開處理，國際郵件包括往返香港、澳門者，與不稱國內也不稱國際的大陸郵件不同。